# ديزي إليزابيث آدمز لامبكين
ديزي إليزابيث آدمز لامبكين (بالإنجليزية: Daisy Elizabeth Adams Lampkin)‏ (9 أغسطس 1883 – 10 مارس 1965) أمريكية مناصرة لحق النساء في الاقتراع، وناشطة في مجال الحقوق المدنية، وإدارية في منظمة، وناشطة مجتمعية، امتدت مسيرتها المهنية لأكثر من نصف قرن. قادتها مهاراتها وأسلوبها المؤثر -في الخطابة وجمع التبرعات والتنظيم والنشاط السياسي- إلى العمل الذي تقوم به الجمعية الوطنية للمرأة الملونة، والجمعية الوطنية للنهوض بالملونين، والمجلس الوطني للمرأة السوداء وغيره من منظمات الحقوق المدنية الرائدة في الحقبة التقدمية.

## نشأتها
ولدت ديزي في 9 أغسطس 1883، في ريدينغ، بنسلفانيا حيث تلقت تعليمها. هي ابنة جورج آدمز المولود في فيرجينيا، وروز بروكتر المولودة عام 1860 في مقاطعة تشارلز، ميريلاند. كان أجداد دايزي من جهة أمها -وهم جوزف جينيفر بروكتور وأليزاليث سوان- أحرارًا ملونين.
بعد أن أكملت تعليمها الرسمي في نظام المدرسة العامة، انتقلت إلى بيتسبرغ في بنسلفانيا عام 1909. في عام 1912، وتزوجت من وليم لامبكين، صاحب مطعم في ضواحي بيتسبرغ. خلال هذه الفترة، طورت دايزي شغفها بالعدالة الاجتماعية والمشاركة المدنية. كانت تلك القضايا التي تجاوبت معها في البداية مرتبطة بحياتها كربة بيت من أصل أفريقي أمريكي، وبدافع من حركة مناصرة حق النساء في الاقتراع في أوائل القرن العشرين، بدأت لامبكين في استضافة اجتماعات محلية لمناصري حق النساء في الاقتراع في منزلها عام 1912. بعد أن انتقلت إلى داخل حدود مدينة بيتسبرغ، أصبحت لامبكين مشاركة بشكل متزايد في القيادة المحلية للحركة. انضمت إلى اتحاد النساء السوداوات الجديد «اتحاد حق الانتخاب المتساوي»، الذي سمي فيما بعد باسم اتحاد لوسي ستون. في البداية تضمن عمل لامبكين -بصفتها مناصرة لحق المرأة في الاقتراع- ة حشد الخطابات في زوايا الشوارع وتنظيم ربات البيوت السود الأخريات للمشاركة بنشاط في مجموعات المستهلكين. في عام 1915، وبسبب قدراتها القيادية والخطابية، حظيت بمنصب رئيسة اتحاد لوسي ستون، وهو المنصب الذي بقيت فيه حتى عام 1955.

## حركة الحقوق المدنية
في أثناء خوضها معركة الدفاع عن حق التصويت للمرأة، انخرطت لامبكين على نحو متزايد في جهود المشاركة المدنية والدعوة إلى الحقوق المدنية على الصعيدين المحلي والوطني. شغلت دايزي عدة مناصب وهي: رئيسة الاتحاد الجمهوري للنساء السود في مقاطعة أليغيني، ونائبة رئيسة رابطة الناخبين السود في بنسلفانيا، ونائبة رئيسة شعبة الناخبين الملونين في اللجنة الوطنية للحزب الجمهوري. أنشأت أول فرع محلي للصليب الأحمر يضم النساء السوداوات ونظمت فروعًا محلية لكل من الرابطة الحضرية والجمعية الوطنية للنهوض بالملونين في بيتسبرغ. أبرز ما في مسيرتها في ذلك الوقت أنها كانت مالكة أسهم ثم نائبة لرئيس صحيفة  بيتسبرغ كورير، التي استخدمتها لجمع الأموال واستغلالها في مجال تحقيق العدالة الاجتماعية. في دورها ككاتبة ومحررة وتنفيذية، أصبحت الصحيفة أفضل صحيفة متداولة في العالم يديرها الأمريكيون الأفارقة خلال عام 1950.
بسبب تأثيرها في السياسة الوطنية، ذهبت لامبكين إلى البيت الأبيض للقاء الرئيس آنذاك كالفين كوليدج وغيره من الزعماء السود البارزين فيما يتعلق بالمساواة العرقية عام 1924. انعكاسًا لكل من الفترة وموقف لامبكين، كانت هي المرأة الوحيدة التي حضرت الاجتماع.

## وفاتها
في حين استقالت من منصبها كسكرتيرة وطنية عام 1947، واصلت لامبكين العمل في المجلس التنفيذي للمنظمة. أصيبت بسكتة دماغية بينما كانت في حملة للجمعية الوطنية للنهوض بالملونين في كامدن بولاية نيو جيرسي، وتوفيت في 10 مارس 1965. وضع صرح تاريخي في ولاية بنسلفانيا في 2519 ويبستر أفي، بيتسبرغ، بنسلفانيا يحيي إنجازاتها. يوجد قبرها في مقبرة هاروود في بيتسبرغ.